# 진해시·의창군
진해시·의창군은 대한민국의 옛 국회의원 선거구이다. 당시 경상남도 진해시, 의창군 일대를 관할했다.

## 역사
대한민국 제13대 국회의원 선거를 앞두고 창원시·진해시·의창군 선거구에서 분리되면서 신설되었다.
1989년 1월 1일, 의창군 천가면이 부산직할시 강서구에 편입되었다. 또한 1991년 1월 1일을 기해 경상남도 의창군이 창원군으로 이름을 바꾸었다. 이에 대한민국 제14대 국회의원 선거를 앞두고 의창군 천가면은 신설되는 강서구 선거구에 편입되었으며 나머지 지역은 진해시·창원군 선거구로 개편됨에 따라 폐지되었다.

## 역대 국회의원
| 선거   | 정당 | 정당       | 의원   |
| ------ | ---- | ---------- | ------ |
| 1988년 |      | 통일민주당 | 박재규 |

## 역대 선거 결과

### 대한민국 제13대 국회의원 선거
|  | 46.36% |

|  | 41.54% |

|  | 6.59% |

|  | 5.49% |